# Олінт

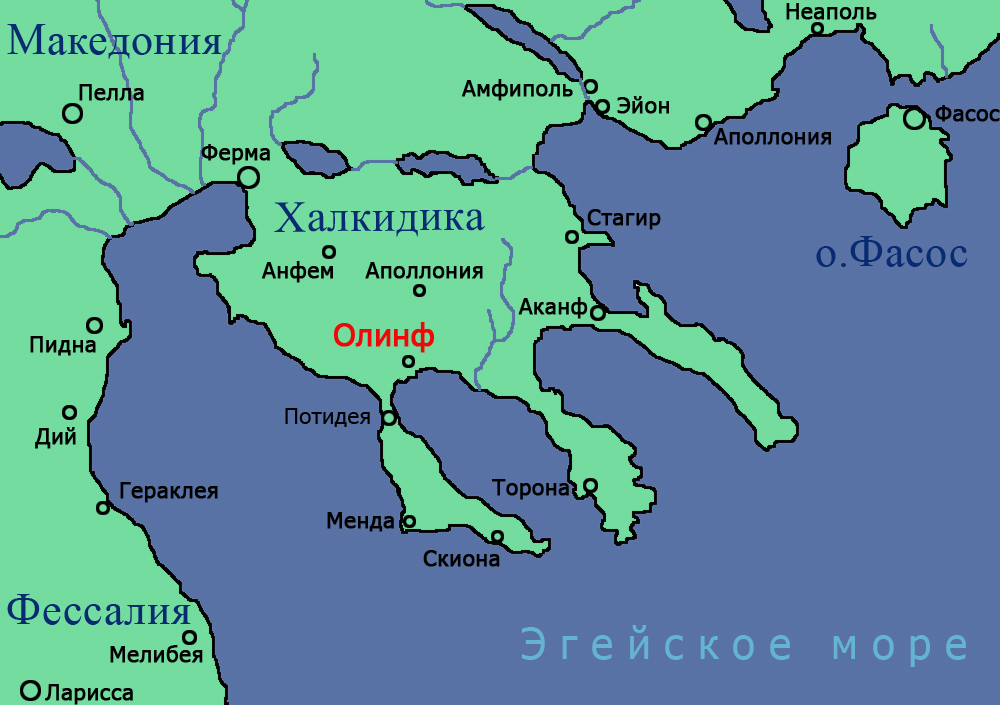
Олінт на мапі Халкідіки

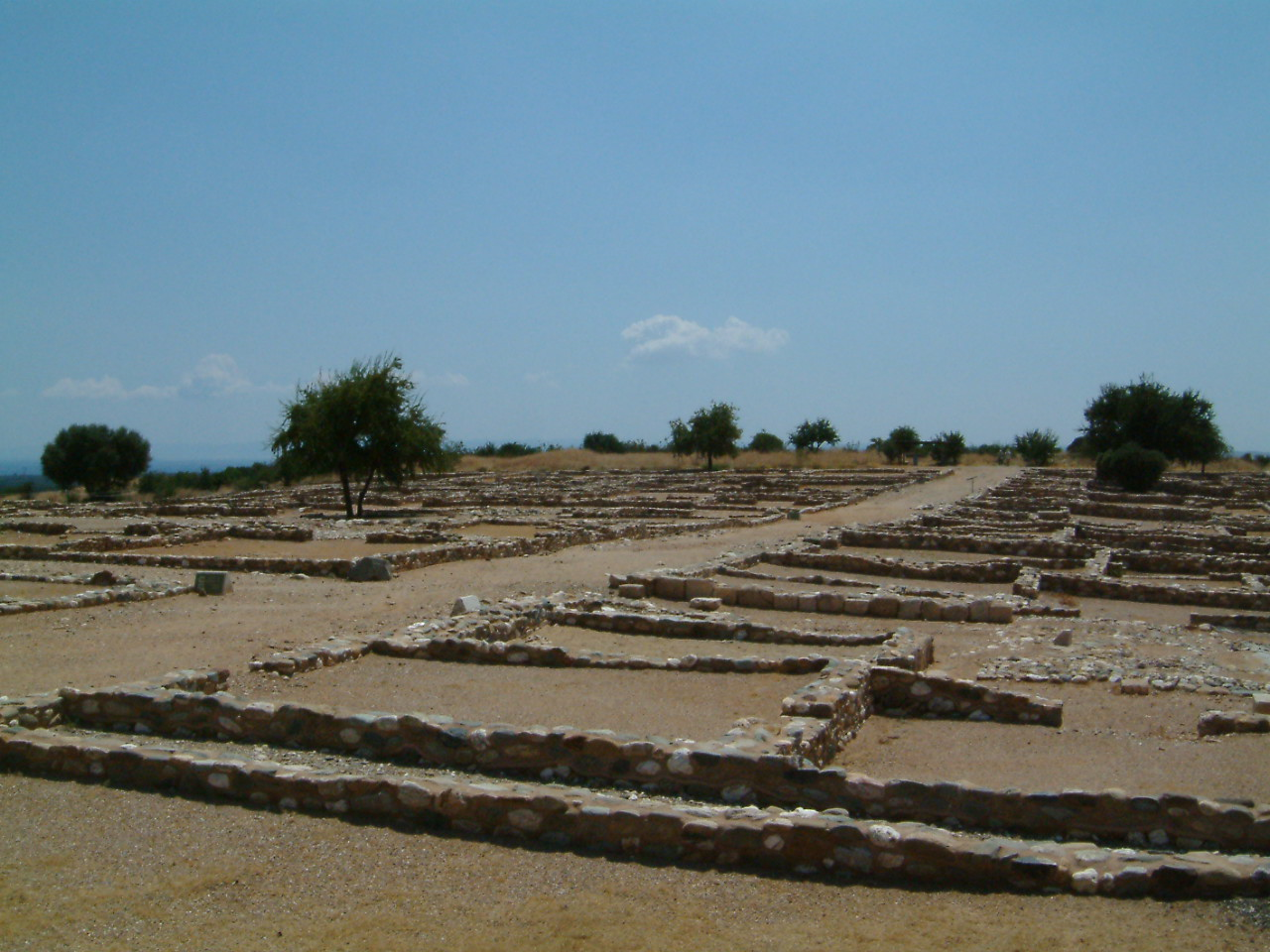
Руїни давнього Олінта

40°16′54″ пн. ш. 23°20′14″ сх. д. / 40.28167° пн. ш. 23.33722° сх. д.
Олінт (грец. Όλυνθος) — значна грецька колонія півострова Халкідіки, заснована на узбережжі затоки Торонеос вихідцями з полісів Халкіда та Афіни. Пізніше потужний античний поліс, що стояв на чолі Ліги Халкідців у Фракії. Руїни давнього Олінта розташовані за 50 км на південний схід від столиці ному Халкідіки міста Поліїрос.

## Історія
Олінт був завойований військами Ксеркса і заселений халкідянами та мешканцями Торони. Населення міста особливо зросло після того, як під час Пелопоннесской війни були переселені жителі багатьох менших занепавших міст Халкідіки.

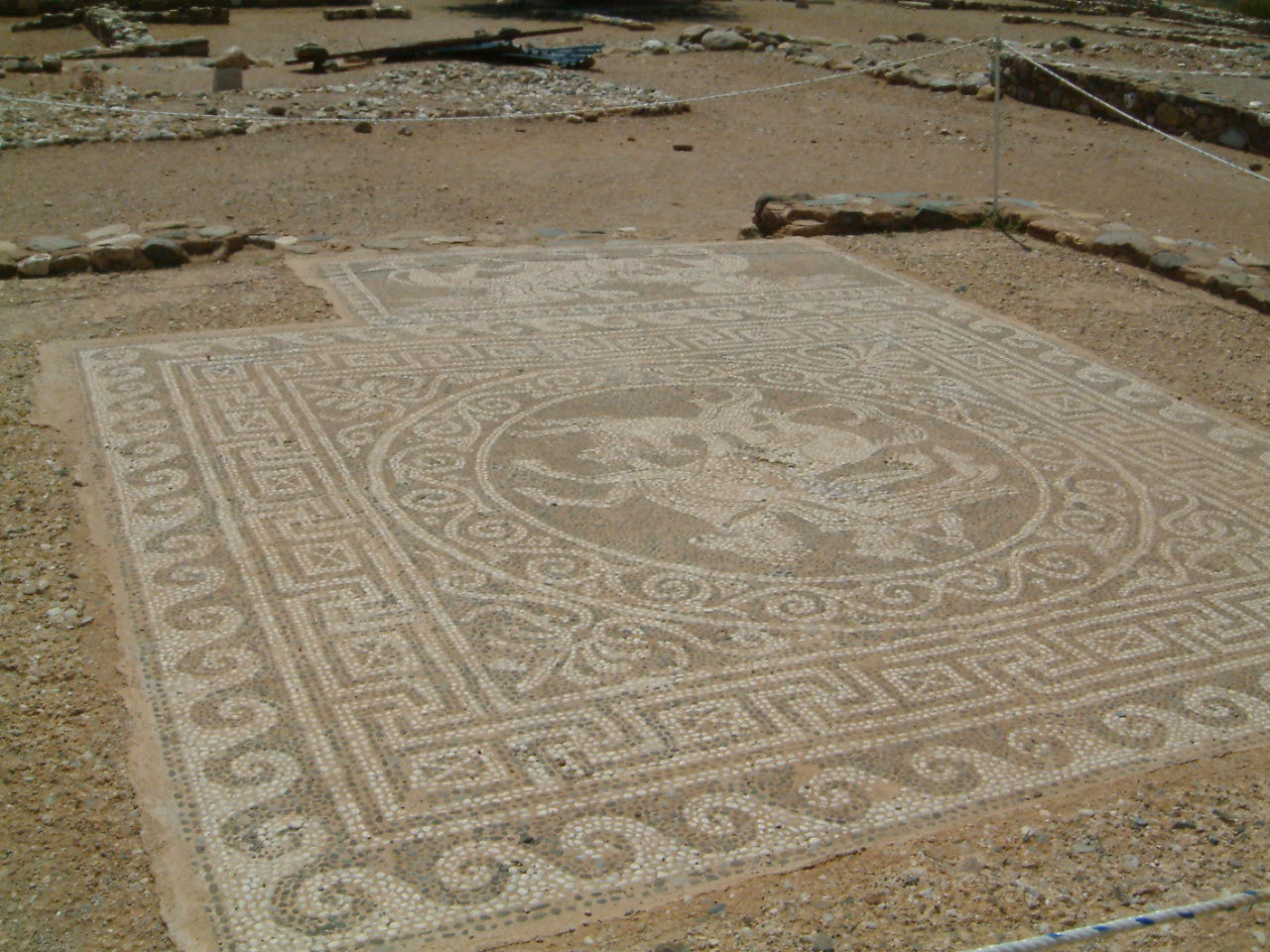
Мозаїчна підлога житлового помешкання в Олінті

Під час перської навали, а саме 479 до н. е. Олінтос був захоплений ворогом під проводом полководця Артабаза I. Після відступу персів, місто заселили майже цілком вихідці із Халкіди. У той же час місто було наново відбудоване за новою системою «іпподаміо» — або системою Іпподама, за планом та кресленнями якого були також побудовані давні Пірей, Фурії тощо. Згідно з нею, Олінт розділявся значними перспективами, які потім перпендикулярно перетинались з іншими, менш широкими. Ця схема, що вважалась найпрогресивнішою для своєї доби, дозволяла чітко окреслити житлові квартали у формі квадратів, які складались із двох комплексів по 5 споруд у кожному. Чудово облаштовані, помешкання давніх олінтців мали керамічні ванни, вмивальники та туалетні кімнати, які вже мали каналізаційну систему.
Пізніше Олінт досяг самостійного положення і довгий час міг чинити опір афінянами, спартанцям та македонянам. Проте коли халкідські та фракійські міста уклали між собою союз і вступили у союз зі спартанцями, македонському цареві Амінту спільно з лакемедонянами вдалось примусити Олінт приєднатись до Спартанського союзу 379 до н. е. Довго він ще залишався наймогутнішим містом на Халкідському півострові, і ще більше посилився коли на македонський престол зійшов Філіп II Македонський. Проте скоро Філіпп II заради зміцнення Македонського царства мав розпочати боротьбу із осередками афінського, спартанського, тощо панування, а Олінт почав чинити йому опір. Цар Філіпп, завдяки зраді Ласфена та Евфікрата, а також тому, що афіняни, незважаючи на олінтські захисні промови Демосфена, відткладали надання допомоги місту, Олінт був завойований, розграбований та вщент зруйнований македонцями. Більше місто ніколи не відновлювалось. На території давнього Олінта нині існує невеличке селище Аї-Мамас.

## Давні олінтці
- Каллісфен — давньогрецький історик, літописець походів Александра Македонського, син сестри Аристотеля.